# 二葉ゆゆ
二葉 ゆゆ（ふたば ゆゆ、2月26日 - ）は、宝塚歌劇団宙組に所属する娘役。
兵庫県丹波市、市立青垣中学校出身。身長163cm。愛称は「ゆゆ」。

## 来歴
2015年4月、宝塚音楽学校入学。
2017年3月、宝塚歌劇団に103期生として入団。入団時の成績は28番。雪組公演「幕末太陽傳／Dramatic “S”！」で初舞台。その後、花組に配属。
2025年3月、「儚き星の照らす海の果てに」でバウホール公演初ヒロイン。
2025年4月4日付で花組から宙組へ組替え。

## 主な舞台

### 初舞台
- 2017年4～5月、雪組『幕末太陽傳／Dramatic “S”！』（宝塚大劇場のみ）

### 花組時代
- 2018年1 - 3月、『ポーの一族』
- 2018年5月、『Senhor CRUZEIRO!』（宝塚バウホール）
- 2018年7 - 10月、『MESSIAH -異聞・天草四郎-／BEAUTIFUL GARDEN −百花繚乱−』
- 2018年11 - 12月、『メランコリック・ジゴロ -あぶない相続人-／EXCITER!!2018』（全国ツアー）
- 2019年1 - 4月、『CASANOVA』 - 新人公演：メルクリオ（本役：乙羽映見）
- 2019年6月、『恋するARENA』（横浜アリーナ）
- 2019年8 - 11月、『A Fairy Tale -青い薔薇の精-』 - 精霊ダンサー、新人公演：グラーテス（本役：朝葉ことの）『シャルム!』
- 2020年1月、『DANCE OLYMPIA』（東京国際フォーラム）
- 2020年7 - 11月、『はいからさんが通る』
- 2021年4 - 7月、『アウグストゥス-尊厳ある者-／Cool Beast!!』
- 2021年8 - 9月、『哀しみのコルドバ／Cool Beast!!』（全国ツアー）
- 2021年11 - 2022年2月、『元禄バロックロック／The Fascination!』- 新人公演：スラレ（本役：真鳳つぐみ）[注釈 1]
- 2022年3 - 4月、『TOP HAT』（梅田芸術劇場） - リポーター（一幕） ヴェラ【メイド】（二幕）
- 2022年6 - 9月、『巡礼の年〜リスト・フェレンツ、魂の彷徨〜／Fashionable Empire』 - 新人公演：アデル・リュサンド嬢（本役：美羽愛）
- 2022年10 - 11月、『殉情』（宝塚バウホール） - ユリコ
- 2023年1 - 3月、『うたかたの恋／ENCHANTEMENT-華麗なる香水（パルファン）-』 - 新人公演：ツェヴェッカ伯爵夫人（本役：鈴美梛なつ紀）
- 2023年5月、『舞姫』（宝塚バウホール） - マチルダ・フォン・ヴィーゼ
- 2023年7 - 10月、『鴛鴦歌合戦／GRAND MIRAGE!』 - えなが、新人公演：天風院／玉織姫嬢（本役：美風舞良／朝葉ことの）
- 2023年11 - 12月、『BE SHINING!!』（昭和女子大学人見記念講堂・神戸国際会館）
- 2024年2 - 5月、『アルカンシェル』
- 2024年7 - 8月、『ドン・ジュアン』（御園座） - 騎士団長の娘／サンドラ
- 2024年9 - 2025年1月、『エンジェリックライ／Jubilee』
- 2025年3 - 4月、『儚き星の照らす海の果てに』（宝塚バウホール） - ヘレン・ライリー・バーヴァー バウ初ヒロイン [3][4]

### 宙組時代
- 2025年6 - 7月、『RED STONE』（KAAT神奈川芸術劇場・ドラマシティ） - キャサリン
- 2025年9 - 2026年1月、『PRINCE OF LEGEND 』- 歌川ユラ『BAYSIDE STAR』